# Chojniki
Chojniki (belarusiska: Хойнікі) är en stad i Homels voblast i sydöstra Belarus.
Det nämns först i skrifter 1504 som en bosättning av Storhertigdömet Litauen. Bosättningen annekterades till det ryska imperiet efter den andra delningen av Polen 1793. Från 1927 - som medlem i vitryska SSR. Från 1938 - en urban by. Från 25 augusti 1941 till 23 november 1943 var det under tysk ockupation. Hojnik och omgivningen drabbades avsevärt av kärnkatastrofen i Tjernobyl den 26 april 1986.